# Jodibisilahalli, Gauribidanur
Jodibisilahalli là một làng thuộc tehsil Gauribidanur, huyện Chikkaballapur, bang Karnataka, Ấn Độ.